# Municipio de Steel Creek
El municipio de Steel Creek (en inglés: Steel Creek Township) es un municipio ubicado en el condado de Holt en el estado estadounidense de Nebraska. En el año 2010 tenía una población de 32 habitantes y una densidad poblacional de 0,19 personas por km².

## Geografía
El municipio de Steel Creek se encuentra ubicado en las coordenadas 42°41′27″N 98°22′4″O / 42.69083, -98.36778. Según la Oficina del Censo de los Estados Unidos, el municipio tiene una superficie total de 170.43 km², de la cual 169,39 km² corresponden a tierra firme y (0,61 %) 1,04 km² es agua.

## Demografía
Según el censo de 2010, había 32 personas residiendo en el municipio de Steel Creek. La densidad de población era de 0,19 hab./km². De los 32 habitantes, el municipio de Steel Creek estaba compuesto por el 100 % blancos. Del total de la población el 0 % eran hispanos o latinos de cualquier raza.